# Cat Shit One
Cat Shit One (jap. キャットシットワン Kyatto shitto wan) – manga autorstwa Motofumiego Kobayashiego, publikowana w latach 1998–2005. Przedstawia losy oddziału „Cat Shit One” z szeregów SOG walczących w Wietnamie.
Polski przekład mangi ukazał się nakładem wydawnictwa Waneko.

## Charakterystyka
Manga pokazuje przygody oddziału i wojnę w Wietnamie, w której poszczególne strony konfliktu przedstawione są jako zwierzęta. 
- Amerykanie - Królik
- Wietnamczycy - Kot
- Francuzi - Świnia
- Chińczycy - Panda
- Japończycy - Małpy i Goryle
- Rosjanie - Niedźwiedzie
- Koreańczycy - Psy
- Brytyjczycy - Szczury
- Australijczycy - Kangury i Koala

Cat Shit One (CSO) to oddział specjalny sił amerykańskich. Tworzą go:
- Pakki (dowódca Perkins)
- Rats (zwiadowca)
- Botaski (komunikacja)
- Yardowie (wietnamscy górale).